# Tecmo Baseball
Tecmo Baseball är ett basebollspel utvecklat av Tecmo till NES, och utgivet i Nordamerika i januari 1989.

## Handling
Man kan välja mellan en spelare eller två, alternativt titta på en match mellan två datorstyrda lag. Man kan också spela allstarmatch.
Det finns en National Division (fiktiv variant av National League) och American Division (fiktiv variant av American League, båda med sju lag var. Lagen är: St. Louis, San Francisco, New York, Cincinnati, Los Angeles, Atlanta och Chicago i National Division, och Minnesota, Detroit, Milwaukee, New York, Boston, California och Texas. i American Division 
Spelarna är fiktiva, men baserade på verkliga. En spelare i Detroit vid namn Arex har till exempel en statistik baserade på Alan Trammell i Detroit Tigers under 1987 års säsong. De starkaste lagen i spelet är St. Louis och Minnesota, som också spelade final i World Series 1987.

### Fotnoter
1. ↑  ”Tecmo Baseball” (på engelska). Gamefaqs. Arkiverad från originalet den 17 maj 2014. https://web.archive.org/web/20140517154410/http://www.nesdb.se/game_more.php?id=1450&rid=1. Läst 17 maj 2014.